# Fell's Church
Fell's Church è una città immaginaria della serie di romanzi Il diario del vampiro, creata dalla scrittrice Lisa J. Smith. Nella serie televisiva The Vampire Diaries la città è sostituita da Mystic Falls e Fell's Church è il nome di una chiesa diroccata.

## Caratteristiche generali
Fell's Church è la città d'origine dei personaggi della serie, Elena, Bonnie, Meredith, Matt, Caroline e Tyler, che qui sono nati e cresciuti. È attraversata da numerose linee energetiche, nelle quali scorre il Potere, che attira inconsapevolmente le creature soprannaturali: la stessa Honoria Fell era una strega e gli Smallwood licantropi. Dette linee energetiche hanno origine dagli spargimenti di sangue avvenuti durante la guerra civile americana.

## Geografia
Fell's Church si trova in Virginia, nella Contea di Boone. Nel corso della serie, vengono nominate alcune città confinanti: le più vicine sono Roanoke e Dyer (a mezz'ora di automobile), seguono Charlottesville, Leesburg e le città fittizie di Herron/Heron, Ridgemont e Clydesdale. A due ore di distanza, si trova il Dalcrest College, anch'esso inventato dall'autrice.

## Storia
Fell's Church viene fondata durante la guerra di secessione americana (1861-1865) da Honoria Fell e suo marito Thomas Keeping Fell, nonostante un ramo della famiglia Smallwood sia già presente nell'area, vicino a Drowning Creek. Scoperta la natura pericolosa degli Smallwood, che sono licantropi, i Fell li uccidono. La città è teatro dei combattimenti della guerra: quasi tutti i soldati che vi hanno combattuto sono morti e le loro tombe si trovano dei boschi attorno alla città e nel vecchio cimitero. Gli spiriti di questi stessi soldati aiutano Elena a scacciare Klaus in La messa nera. Con la fine del conflitto, il vecchio cimitero dietro Wickery Bridge, la chiesa dei Fell e gli edifici distrutti dai combattimenti vengono abbandonati e ricostruiti. Metà della casa dei Gilbert in Maple Street, risalente a prima del 1861, che era rasa al suolo da un incendio (solo due stanze sopravvissero), viene riedificata dal trisnonno di Elena: poiché la nuova ala può essere considerata un edificio a sé stante, in La lotta Damon non può accedere alla stanza di Elena, situata nella zona vecchia, nonostante sia stato invitato ad entrare in quella nuova. Con l'arrivo di Shinichi e Misao la città vive un altro periodo buio: il controllo esercitato dai malach sulle ragazze e sui bambini li costringe a costruire bombe e ad incendiare case, oltre a menomarsi fisicamente, portando a ricoveri d'urgenza in strutture specializzate dei casi più gravi. Grazie all'intervento delle tre sovrane della Corte Celestiale del Mondo Sotterraneo, tutti gli avvenimenti successivi all'arrivo di Klaus e la precedente morte di Elena vengono annullati e la città riportata alla normalità: non solo gli edifici bombardati e in macerie tornano integri, ma anche i morti provocati dall'arrivo dei Salvatore (il professor Tanner, Sue Carson, Vickie Bennet tra gli altri) vengono resuscitati.

## Paesaggio urbano
Fell's Church è delimitata lungo il perimetro occidentale dal Drowning Creek (Wickery Creek in The Hunters), dai folti boschi dell'Old Wood e da alcune colline. La collina immediatamente dietro a Wickery Bridge, un ponte pedonale di legno costruito sul Drowning Creek agli inizi del XX secolo per l'attraversamento dei carri, separa il nuovo cimitero (dove sono sepolti i genitori di Elena) da quello vecchio, risalente alla guerra civile, posto da est. Sulla cima della collina si trova la chiesa diroccata dei Fell con la cripta di Honoria, circondata dai mausolei delle famiglie fondatrici, tra cui quella dei Gilbert. Un nuovo ponte, costruito a nord del cimitero, è l'unico accessibile ai veicoli che percorrono la Old Creek Road, che corre da nord a sud, parallelamente al Drowning Creek (posto ad ovest) ed ai boschi (ad est). Vicino al cimitero corre anche la statale 23. Il pensionato della signora Flowers, dove vive Stefan, si trova ad oriente rispetto al cimitero e al fiume, ed è circondato da pascoli e campi recintati. La tenuta Francher, nel cui pozzo Katherine getta Stefan in Il diario del vampiro - La lotta e dove si svolge l'ultimo scontro con Klaus, è abbandonata da oltre un secolo e si trova nella boscaglia a est della Old Creek Road.
La città è costruita per la maggior parte ad oriente. È attraversata da una strada principale che permette l'entrata e l'uscita dal centro urbano. Nelle vicinanze di Fell's Church si trovano Warm Springs (Hot Springs in The Hunters), popolare luogo utilizzato per i picnic, e il laghetto di Wickery.
I quartieri della città sono distinti dai diversi stili architettonici. Maple Street, dove vive Elena, è formata da una fila di imponenti case in stile Vittoriano del medio-tardo XIX secolo. La casa di Caroline in Sunflower Street è in stile Regina Anna, risalente alla fine del XIX secolo. Il quartiere di Matt, situato a due strade di distanza dal liceo, è una serie di semplici case di legno. Meredih vive in una casa colonica con veranda. La casa degli Smallwood è una villa padronale del sud, nei boschi.

## Governo e comunità
Il capo del governo cittadino è il sindaco Dawley, ma appare brevemente e pertanto è difficile stimare il livello della sua influenza. Molto importante è, invece, il gruppo di cittadini che si occupa della lotta ai fenomeni soprannaturali: Brian Newcastle, preside del liceo Robert E. Lee High School; Feinberg, il medico legale; il signor Smallwood, padre di Tyler; il signor Forbes, padre di Caroline, e il signor Bennett, padre di Vickie. Dopo il brutale omicidio del professor Tanner, Newcastle e Feinberg chiamano Alaric Saltzman in città per indagare sul fatto, e l'uomo si unisce per breve tempo al gruppo.
In città si trova una scuola elementare, il cui nome è sconosciuto. Il liceo Robert E. Lee High School (dal generale Robert Edward Lee) è situato in Lee Street e il suo staff comprende Brian Newcastle (preside), la signora Clarke (segretaria all'ufficio ammissioni), la signorina Halpern (trigonometria), la signora Endicott (biologia), il signor Lyman (allenatore di football), il signor Shelby (bidello), il signor Breyer (bibliotecario part-time), la signorina Kemp (bibliotecaria), il signor Landon (scienze) e il signor Tanner (storia europea), sostituito in seguito, per breve tempo, da Alaric. I colori ufficiali della scuola sono il rosso e il nero e la sua mascotte è il gattopardo. Il giornale scolastico è il Wildcat Weekly. Attorno al liceo ruotano alcuni dei più importanti eventi sociali della comunità, come il Ballo d'Autunno e il Gran Ballo d'Inverno, oltre alla raccolta fondi della Casa Stregata, organizzata annualmente in occasione di Halloween. Altri posti di ritrovo sono i numerosi luoghi di ristoro: la caffetteria locale, popolare tra gli studenti, il costoso ristorante francese Chez Louis, i fast food Happytown e Hokey-Pokey Grill.
Oltre alla chiesa diroccata dei Fell, in città si trova anche una chiesa protestante, gestita dal reverendo Bethea, nel quale viene celebrato il memoriale in onore di Elena, dopo la sua morte per mano di Katherine. Fell's Church è sede di una clinica veterinaria e di una clinica medica, diretta dal dottor Lowen, nella quale lavora come infermiera Mary McCullough, sorella maggiore di Bonnie. L'ospedale più vicino è quello di Roanoke. Il medico legale della città è il dottor Feinberg, lo sceriffo è il signor Mossberg, mentre la bibliotecaria cittadina è la signora Grimesby, che svolge anche il ruolo di custode dei manufatti storici. A Fell's Church si trova anche una stazione ferroviaria.
Sul corso principale della città, si trova il negozio new Age L'anima e lo spirito, a poche porte di distanza da una drogheria.
Il quotidiano più diffuso nell'area di Fell's Church è il Ridgemont Times.
Figura celebre legata alla città è M. C. Marsh, poeta che vi nacque nel XIX secolo.

### Founders' Day
I festeggiamenti per il giorno in cui ricorre la fondazione della città (30 novembre) si tengono ogni anno. Tre studenti dell'ultimo anno della scuola superiore vengono scelti per rappresentare lo Spirito di Fell's Church, lo Spirito della Lealtà e lo Spirito dell'Indipendenza. La celebrazione inizia con una parata in costumi originali del XIX secolo, proseguendo con un grande pranzo e l'assegnazione di borse di studio e premi per meriti sportivi e per il servizio civile reso alla comunità. Il tutto è supervisionato dal sindaco. Gli studenti della scuola primaria inscenano una ricostruzione della fondazione di Fell's Church durante la guerra civile, mentre i tre Spiriti chiudono i festeggiamenti leggendo una selezione di brani dell'unico poeta nato a Fell's Church, M. C. Marsh.

## Nella serie TV

Fell's Church nella serie TV

Nella serie TV, Fell's Church è una chiesa diroccata di Mystic Falls. In essa, nel 1864, furono bruciati 27 vampiri. La colpa dell'incendio fu attribuita ai soldati confederati, ma gli artefici furono le Famiglie Fondatrici, che credettero, così, di aver eliminato i vampiri che minacciavano la cittadina.

## Corrispondenze con la realtà
Fell's Church è un luogo fittizio, ma una città con un nome simile, Falls Church in Virginia, esiste realmente. In un'intervista con Bookalicious, l'autrice Lisa J. Smith ha spiegato che non si è ispirata a questa città per creare Fell's Church, dichiarando: "Ho alcuni parenti in Virginia e quindi la conosco abbastanza bene. Ma Falls Church era, ovviamente, una città conosciuta con una storia conosciuta. Non potevo semplicemente piegarla alla mia volontà malvagia. E volevo una cittadina minuscola, a mala pena un villaggio, cosicché si potesse avere la sensazione di conoscerne tutti gli abitanti entro la fine del primo libro (Credo di averne raddoppiato le dimensioni in Nightfall introducendo una zona commerciale). Ho persino scritto un passaggio nel quale Stefan ha intenzione di iscriversi al liceo di Falls Church, ma la lettera si smarrisce a Fell's Church e lui resta bloccato lì. Ma l'ho tagliata dai libri originali e ho successivamente sviluppato l'importanza delle linee energetiche nel terreno nell'attrarre Stefan, Damon, e i nemici verso la città".